# Amanida catalana
L'amanida catalana és una amanida típica de la cuina catalana que es fa amb enciam, tomàquet, ceba, olives, de vegades altres hortalisses i verdures (pebrot, espàrrec, etc.), coberts de fines rodanxes d'embotits variats del país (botifarres, ventre farcit, pernil, fuet, etc.), amanida amb oli d'oliva, una mica de vinagre o suc de llimona, sal i, si es vol, pebre negre. No sol portar xoriç ni sobrassada.
Com d'altres plats antics d'origen popular, no tenia un nom definit fins que, cap als anys 30, va començar a ser molt habitual als restaurants, on calia posar un a la carta. En origen era un berenar de pagès a l'estiu, sobretot quan coincidia amb tasques feixugues, com la sega i el batre.